# Oedignatha ferox
Oedignatha ferox is een spinnensoort uit de familie van de bodemzakspinnen (Liocranidae).
De wetenschappelijke naam van de soort werd in 1897 als Aepygnatha gepubliceerd door Tord Tamerlan Teodor Thorell.